# 다이후쿠지

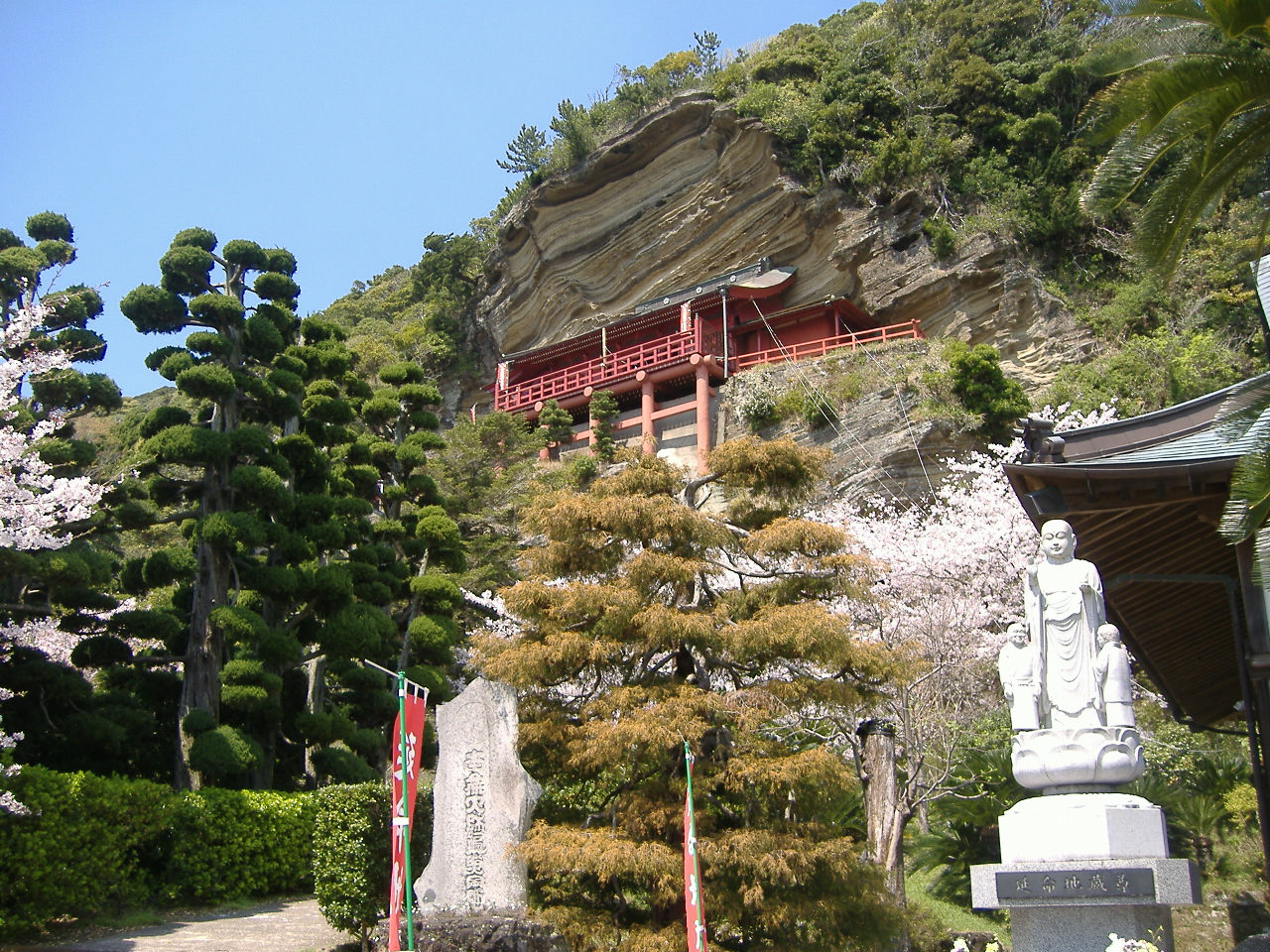
관음당.

다이후쿠지(일본어: 大福寺) 또는 다이후쿠 사는 일본의 사찰로, 지바현 다테야마시에 있다. 진언종 지산파의 사찰이며, 산호는 후나카타 산이다. 경내의 절벽을 깎아 관음당을 세웠으며, 마애십이면관세음보살상이 있다. 이 보살상은 "절벽의 관음보살"이라 불리기도 하며, 다테야마 시에서 중요문화재로 지정해 보호하고 있다. 동일본 여객철도 우치보 선의 나코후나카타역에서 걸어서 15분 거리에 있다.
717년 경에 창건했으며, 천태종 승려 엔닌이 다녀갔다고 하지만 명확한 기록은 없다. 에도 시대에는 주인장(朱印状)을 받기도 했다.